# Полендвица

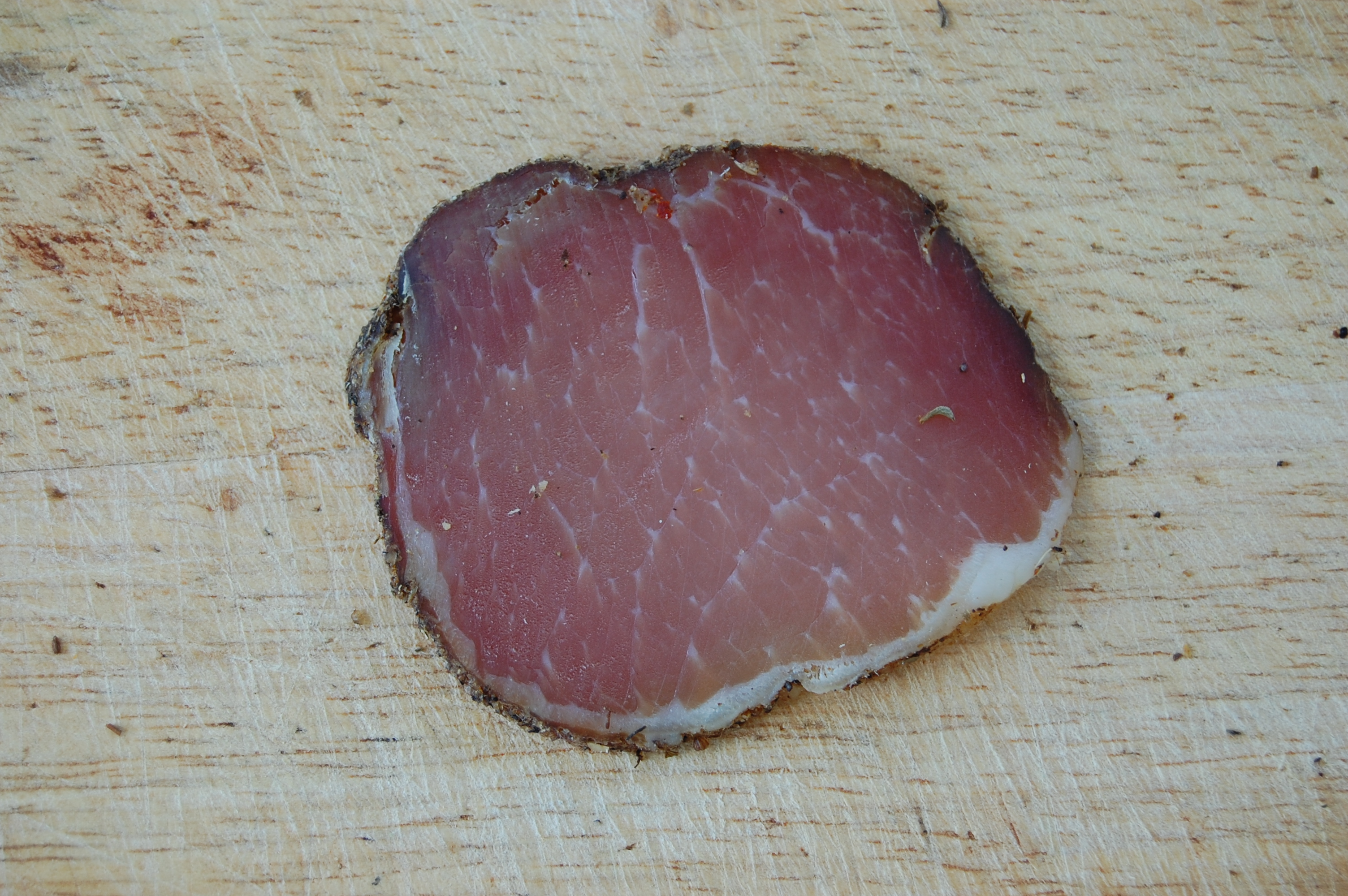
Нарезанная полендвица

Полендви́ца (бел. паляндвіца, пол. polędwica, укр. полядвиця) — мясное блюдо белорусской, западноукраинской и польской кухонь.

## Название

На схеме полендвица обозначена номером 7

Название происходит от слова бел. паляндвіца, пол. polędwica (филейная часть животного) или польского слова пол. lędźwie (поясница, бёдра). В русский язык слово перешло как диалектное название блюда — копченая говядина из филейной части или копченое свиное филе в виде колбасы.

## История

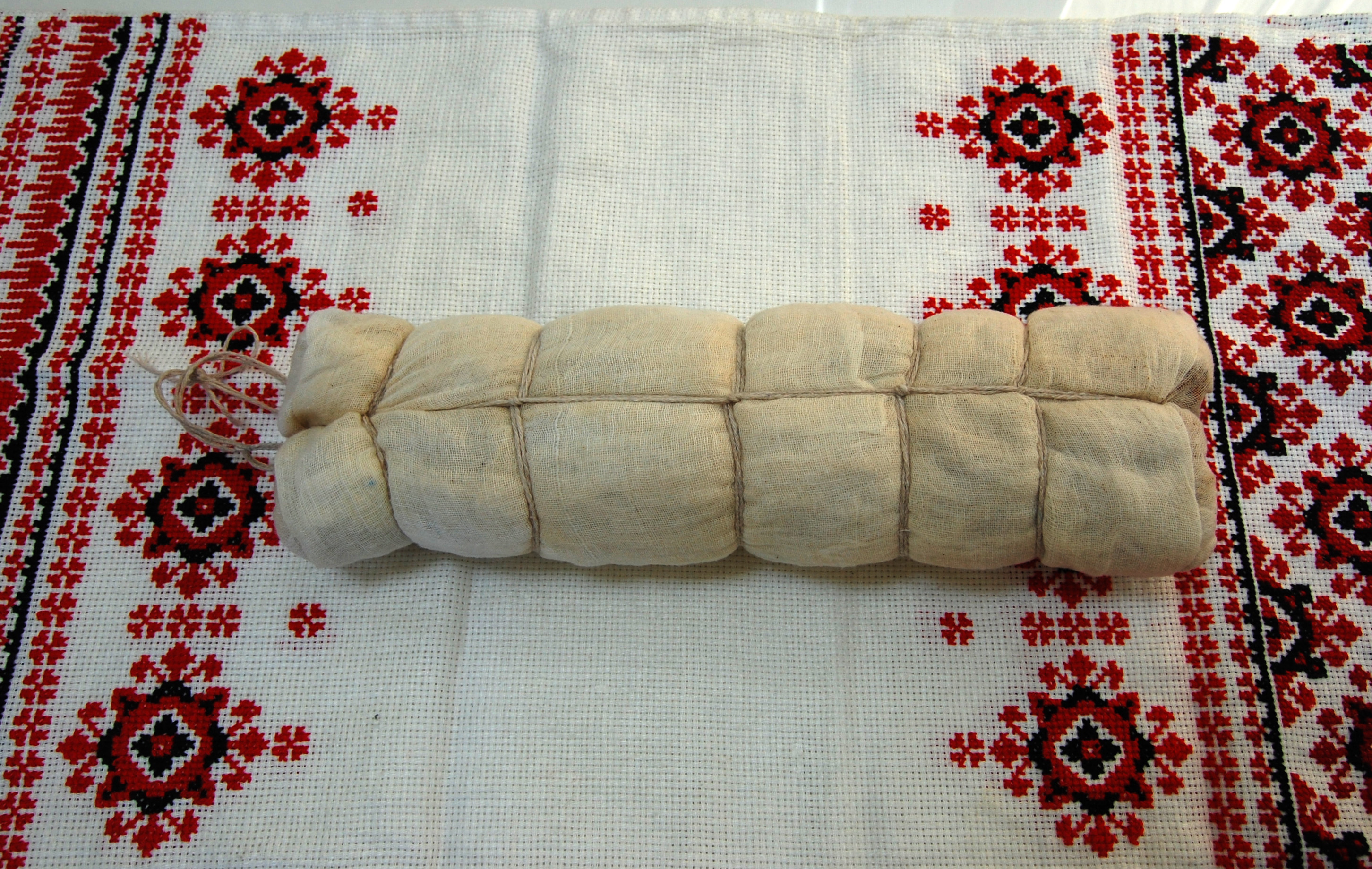
Запакованная полендвица

Филей отделяли от четверти туши, начиная от бедренной кости и далее вперед таким образом, чтобы не повредить мышцы шинки. Традиционные копчёные полендвицы сразу после осеннего забоя выдерживали несколько дней в крови, отбивали для мягкости и до весны провяливали в осмолённых ящиках в холодном помещении, посыпав солью, селитрой и смесью специй (чёрный перец, гвоздика, кориандр и др.). В марте доставали из ящиков и коптили в воловьих кишках.
В современном белорусском языке полендвица — это вяленая филейная вырезка или филейная колбаса. Делается из говядины, иногда свинины или конины (т. н. «татарский» вариант). Наилучшим способом приготовления традиционно считается копчение, может употребляться сырой (свежая). Ценится «татарский» вариант — филе из конины, из которого кроме всего прочего готовят бифштекс по-татарски. В современных Польше и Беларуси преобладает филе из свинины, которую солят, натирают чесноком, чёрным перцем, тмином, кориандром и другими душистыми пряностями; для завяливания заталкивают в гладкую кишку или заворачивают в марлю, крепко обвязывают верёвкой и вешают в сухом проветриваемом месте. Иногда перед завяливанием держат в рассоле под гнётом или без.